# Ulrich Schapka
Ulrich Schapka (* 2. Januar 1942 in Hanau) ist ein pensionierter deutscher Bibliothekar und Orientalist.

## Leben
Schapka studierte zunächst Betriebswirtschaftslehre an der Universität Frankfurt/M., dann jedoch an der Universität Würzburg Iranistik, Islamwissenschaft und Indologie. Nach der Promotion 1972 und einer Tätigkeit als DFG-Forschungsassistent an der Universität Würzburg bis 1978 trat Schapka als Bibliotheksreferendar an der Universitätsbibliothek Tübingen in die Ausbildung für den höheren Bibliotheksdienstin ein und legte die Fachprüfung hierfür 1980 an der Bibliotheksschule Frankfurt ab. An der Universitätsbibliothek Tübingen wirkte er zunächst als Fachreferent für Iranistik in dem damaligen DFG-geförderten Sondersammelgebiet. 1993 wurde er stellvertretender Direktor und war von 2003 bis 2008 Direktor der Tübinger Universitätsbibliothek.
Neben seiner Tätigkeit als Bibliothekar versah Schapka einen Lehrauftrag für Iranistik an der Eberhard Karls Universität Tübingen und wurde 2005 zum Honorarprofessor ernannt.

## Schriften
- Vokabular der im östlichen Afghanistan gesammelten gebräuchlichen Pflanzennamen. (Zusammengestellt von Otto H. Volk und bearbeitet von Ulrich Schapka.) Würzburg, Oriental. Seminar d. Univ.: U. Schapka Selbstverlag, 1972.
- Die persischen Vogelnamen, 1972 (Dissertation Universität Würzburg)
- (Mitarb.): Westiranische Mundarten aus der Sammlung Wilhelm Eilers. Drei Teile. Steiner, Wiesbaden 1976–1988.
- (zus. mit Fazlollah Pakzad): Materia medica im Bundahišn. In: Lorenz Korn (Hrsg.): Die Grenzen der Welt. Arabica et Iranica ad honorem Heinz Gaube. Reichert, Wiesbaden 2008, S. 257–272, ISBN 978-3-89500-675-3.